# Saint-Maurice-sous-les-Côtes
Saint-Maurice-sous-les-Côtes là một commune thuộc tỉnh Meuse trong vùng Grand Est đông nam nước Pháp.